# 35 (число)
35 (тридцать пять) — натуральное число, расположенное между числами 34 и 36.

## В математике
- Сумма цифр этого числа — 8
- Произведение цифр этого числа —  15
- Квадрат числа 35 — 1225
- 5-е пятиугольное число
- 5-е тетраэдральное число
- 235 = 34 359 738 368
- Насчитывается 35 различных форм гексамино[1] ↓12, ↑108 .

## В науке
- Атомный номер брома
- Малая планета (35) Левкофея
- Комета 35P/Гершель — Риголе
- Спутник Юпитера XXXV Ортозие
- Спутник Сатурна XXXV Дафнис
- M 35 — рассеянное скопление в созвездии Близнецов

## В других областях
- 35 год; 35 год до н. э., 1935 год
- ASCII-код символа «#»
- 35 — Код субъекта Российской Федерации Вологодской области
- Последнее чёрное число на американской рулетке.
- 35-миллиметровая киноплёнка — киноплёнка шириной 35 мм исторически появилась первой.
- Эскадренные миноносцы проекта 35
- В 2015 году была выпущена серия батончиков KitKat под названием «35».
- 35 — число протеста против вторжения России на Украину